# 家族サーカス
『家族サーカス』（かぞくサーカス）は、1979年4月7日から同年6月30日まで、フジテレビ系列の『土曜劇場』（毎週土曜21:00 - 21:54）の枠で放送されたテレビドラマ。全13話。

## 概要
北島春虎は戦後、裸一貫のヤミ屋から叩き上げで身を起こして、やがて経済的安定を獲得し、そして東京都内でカラオケスナック「カラオケ大王」を五店経営する実業家にまでなった。先日も渋谷に新しい店を開店し、長男の雄一は一流商社に入社して期待に応え、スキーの衝突事故で足を骨折し入院していた長女の木枝子の退院も決まり、春虎の周囲は充実していた。しかし一家は預金通帳と印鑑の紛失騒動に遭うが、後に春虎の仕業とわかって一安心。それも束の間、今度は雄一が新入社員歓迎会で女子社員にからんで離さない立花課長を殴ってしまい、これが元で会社を辞めてしまった。春虎はショックを受けてしまう。
春虎は厚顔無恥な性格で、子供たちにはよく怒鳴り散らす上に金に意地汚く、妻が貯めた金にまで手を出して使い込んでしまうほど。こんな春虎に家族は一触即発の恐れを秘め、そしてほぼ一日中振り回される。このような、時代と世代の差がある父親と戦後育ちの子供たちが家庭内で引き起こす葛藤、愛憎、トラブルなどのエピソードを織り交ぜて描いていった。
このタイトルは「毎日がサーカスの綱渡りのように、世渡りの危ない暮らしをしている家族」ということを表現しているという。ただ、視聴率は低迷し、全26話放送予定だったものが半分の13話で打ち切られた。

## キャスト
- 北島雄一：国広富之
長男。父を教養が無いと見て反発している。
- 北島春虎（父）：若山富三郎
- 北島木枝子：藤真利子
長女。感受性は父譲りで強情さは母譲りという性格。
- 北島やす子：加藤治子
雄一らきょうだいの母。ぼんやりしているように見えて、いざという時に度胸が立つタイプ。
- 北島乗彦：金田賢一
次男。勉強の成績は平凡だが、スポーツと音楽に関しては抜群な所がある。楽天的な性格。
- 北島竜次：川谷拓三
春虎の弟で雄一の叔父。定職を持たず、喧嘩してきた回数も借金も多い。しかし春虎には頭が上がらず、やす子には密かに惚れている。
- 中井リツ子：石田えり
- 津森計子：古手川祐子 - 雄一の会社の新入社員
- 唐島モリ：加賀まりこ - 芸者
- 小田切七江：倍賞美津子 - 歯医者
- 一杯飲み屋「たぬき」のオバチャン：都家かつ江
- 大里栄子：石崎京美
- 立花：井上孝雄 - 雄一の会社の課長
- 野田時男：深水三章 - 木枝子がスキーで衝突した相手
- 森崎光輝：潮哲也 - 雄一の会社の同僚で、3年先輩
- 島村医師：浜村純
ほか

（出典：）

## スタッフ
- プロデューサー：戸国浩器
- 原案・脚本：向田邦子
- 演出：澤井謙爾、戸国浩器、杉田成道
- 音楽：井上堯之
- 制作：フジテレビ

## サブタイトル
| 話数 | 放送日       | サブタイトル         | 演出     |
| ---- | ------------ | -------------------- | -------- |
| 1    | 1979年4月7日 | （サブタイトル無し） | 戸国浩器 |
| 2    | 4月14日      | 長男反乱! おやじ逆襲 | 戸国浩器 |
| 3    | 4月21日      | おやじの大芝居       | 戸国浩器 |
| 4    | 4月28日      | （サブタイトル不明） | 澤井謙爾 |
| 5    | 5月5日       | 雨に消えた履歴書     | 戸国浩器 |
| 6    | 5月12日      | すっぱいポルノ       | 杉田成道 |
| 7    | 5月19日      | トマトと朝帰り       | 澤井謙爾 |
| 8    | 5月26日      | 母の二日酔い         | 澤井謙爾 |
| 9    | 6月2日       | たぬきの浮気         | 澤井謙爾 |
| 10   | 6月9日       | サヨナラは言わない   | 戸国浩器 |
| 11   | 6月16日      | 息子よ               | 戸国浩器 |
| 12   | 6月23日      | 水たまりの恋         | 戸国浩器 |
| 13   | 6月30日      | にがい出発           | 戸国浩器 |